# Гавриленко, Александр Павлович
Алекса́ндр Па́влович Гавриле́нко (1861—1914) — русский инженер и промышленник, ректор Императорского технического училища.

## Биография
По окончании курса в Императорском московском техническом училище в 1882 году со званием инженера-механика, отправился в Америку, где в течение 3 лет работал на машиностроительных заводах.
В 1888 году совместно с инженером А. Г. Розенблюмом основал чугунолитейный и механический завод «Вулкан» в Москве, которым и заведовал до передачи его Хамовническому товариществу механических изделий.
В 1895 году был назначен адъюнкт-профессором Императорского технического училища, а в 1898 году — профессором того же училища.
В 1897 году организовал кафедру «Технология металлов и дерева».
В 1898 году был избран вице-председателем политехнического общества при Императорском техническом училище.
В 1905 был избран ректором ИМТУ (первый выборный ректор).
Основал кафедру Университета «Составление проектов машин и заводов и технологии металлов и дерева».
Организовал лабораторию для испытания материалов и машин; выделил курс технологии металлов в качестве самостоятельной дисциплины. Опубликовал курсы: «Механическая технология металлов» (1897) и «Паровые котлы» (1900).
10 мая 1914 года скоропостижно скончался от сердечного приступа.
Первоначально был похоронен при большом количестве провожающих на Новом Донском кладбище, а после 1927 года перезахоронен родственниками в Донском монастыре.